# Врх при Долскем
Врх при Долскем (словен. Vrh pri Dolskem) је насељено место у општини Дол при Љубљани, Средњесловенска регија, Словенија.

## Историја
До територијалне реорганизације у Словенији био је у саставу града Љубљане, односно старе општине Мосте-Поље .

## Становништво
У попису становништва из 2011. године, Врх при Долскем је имао 21 становника.
| Број становника према пописима | Број становника према пописима | Број становника према пописима |
| ------------------------------ | ------------------------------ | ------------------------------ |
| 1991                           | 2002                           | 2011                           |
| 17                             | 22                             | 21                             |

Напомена: До 1952. исказивано под називом Врх Светега Крижа, а до 1955.под именом Врх.